# 倉方俊輔
倉方 俊輔 (くらかた しゅんすけ、1971年-　）は日本の建築史家。大阪市立大学大学院工学研究科准教授。日本文化藝術財団専門委員・助成顕彰事業（創造する伝統賞）選考委員等を歴任。東京都生まれ。

## 経歴
早稲田大学理工学部建築学科卒業、同大学大学院博士前期課程修了。早稲田大学大学院博士課程満期退学。「伊東忠太の建築理念と設計活動に関する研究」で博士（工学）を取得。西日本工業大学准教授などを経て2011年から現職。
編著
- 『吉祥寺ハモニカ横丁のつくり方』（彰国社）
- 『ドコノモン』（日経BP社）
- 『吉阪隆正とル・コルビュジエ』（王国社）

など。
共著
- 『新装版 東京建築ガイドマップ』
- 『東京建築ガイドマップ?明治大正昭和』
- 『神戸・大阪・京都レトロ建築さんぽ』
- 『東京モダン建築さんぽ』、『東京レトロ建築さんぽ』（以上、エクスナレッジ）
- 『これからの建築士－職能を拡げる17の取り組み』（学芸出版社）
- 『生きた建築 大阪』『生きた建築 大阪2』（140B）
- 『大阪建築 みる・あるく・かたる』『東京建築 みる・あるく・かたる』（以上、京阪神エルマガジン社）
- 『建築家の読書術』[2]
- 『建築ジャーナル 特集 批評の在り処 2018年12月号(東日本版)』
- 『みんなの建築コンペ論』[3] （建築・都市レビュー叢書）

ほか。
監修・解説書
- 『余の漫画帖から―伊東忠太建築資料集』[4]（写真集成 近代日本の建築、ゆまに書房）
- 『伊東忠太建築資料集：阿修羅帖』

建築公開イベント、立ち上げからのメンバーとしての活動
- 品川区「オープンしなけん」
- 日本建築設計学会
- 住宅遺産トラスト関西、
- Ginza Sony Park Project[5]

など。
- 大阪市生きた建築ミュージアム推進有識者会議委員。生きた建築ミュージアムフェスティバル大阪（イケフェス大阪）実行委員会理事[6]
- 東京建築アクセスポイント理事[7]。

受賞歴
- 日本建築学会賞（業績）
- 日本建築学会教育賞
- 日本現代藝術奨励賞（第13回／2005年）

ほか。